# Geheimgang

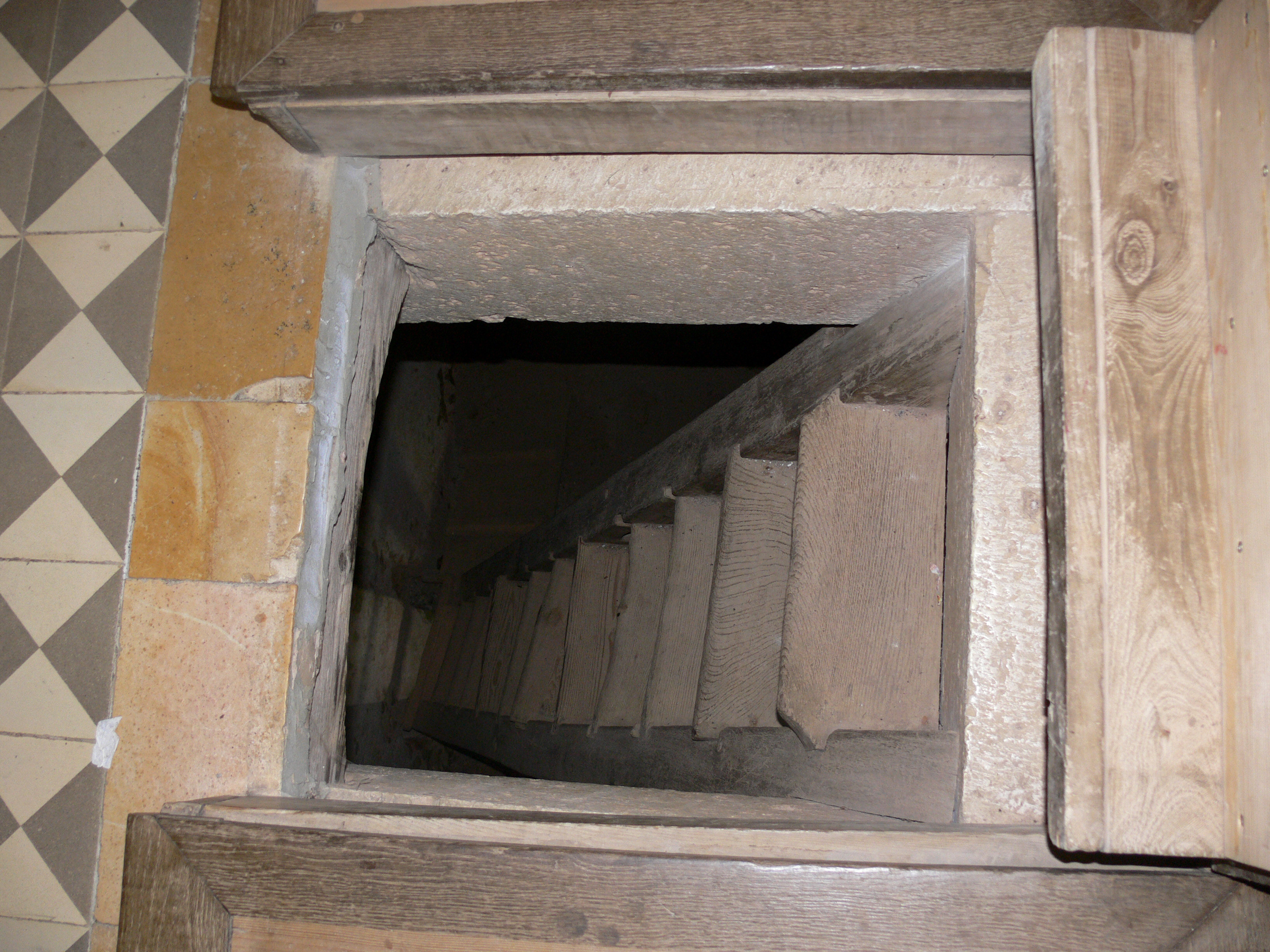
Angeblicher Geheimgang unter dem Altar der Burgkapelle von Burg Wildenstein

Geheimgänge sind verborgene Gänge oder Tunnel, die in Europa vor allem während des Mittelalters in der Regel eine Fluchtmöglichkeit aus einer Befestigungsanlage oder den Zugang zu einem Versteck gewährten. Meist handelt es sich um unterirdische Gänge, die je nach der Umgebung beschaffen waren. Sie können aus dem Löss gearbeitet sein, ebenso wie es sie in ausgemauerter Form oder als natürliche Höhlung gibt. Aus dem Fels geschlagene Geheimgänge gibt es nur wenige, denn die Mittel, die während des Mittelalters zum Bau eines Felsengangs zur Verfügung standen, waren im Vergleich zur heutigen Technik bescheiden, und solche Arbeiten gestalteten sich deshalb schwierig und langwierig.

## Archäologisch erschlossene Geheimgänge

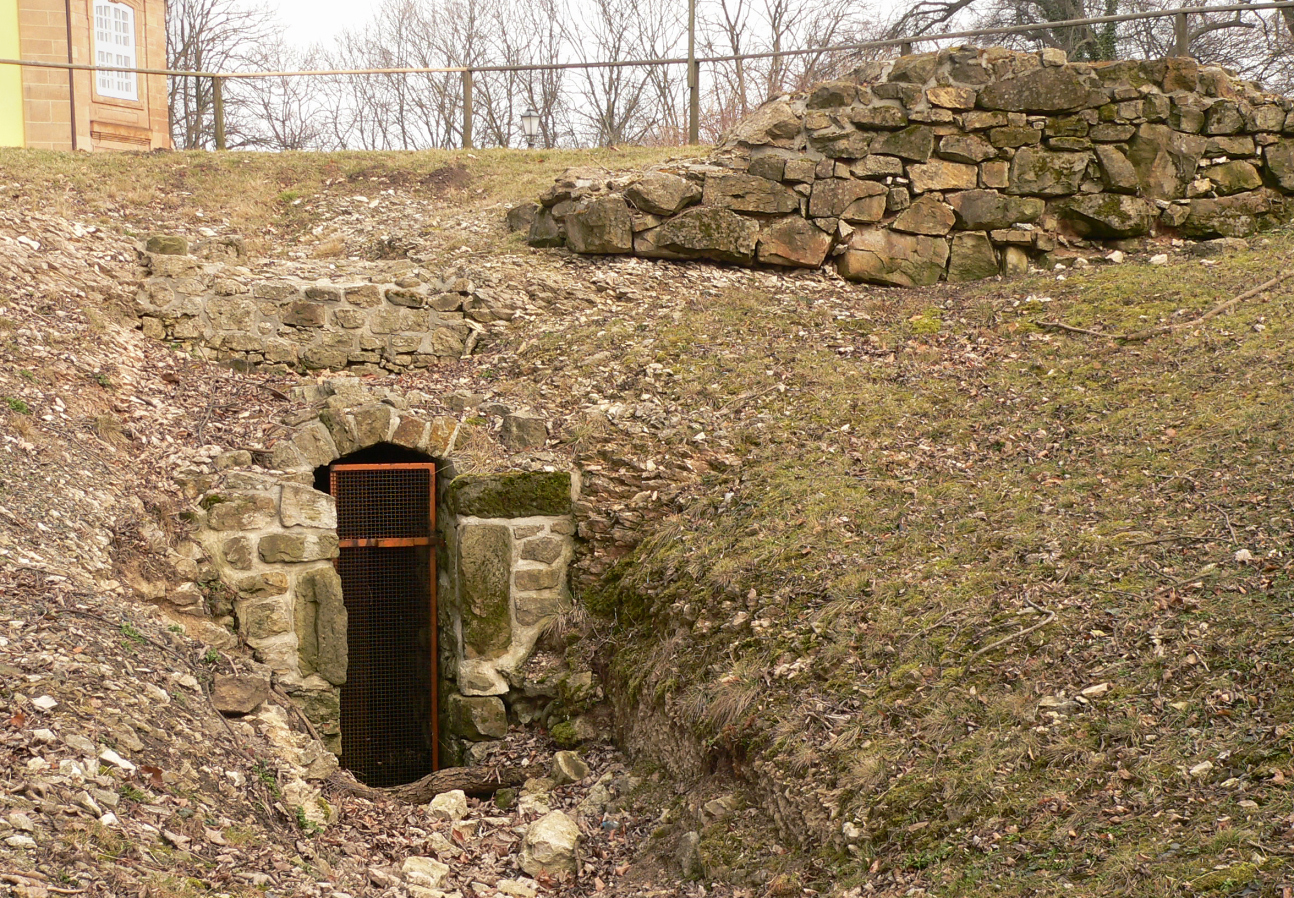
Der 2005 entdeckte, unterirdische Geheimgang der Burg Liebenburg

In Deutschland sind historisch oder archäologisch allenfalls ein Dutzend Geheimgänge bekannt, und diese sind so kurz wie möglich gehalten. Sie führten meist direkt hinter dem Bering der Anlage an einer durch Angreifer nicht einsehbaren Stelle ins Freie. Die wenigen bekannten langen Gänge waren entweder Belagerungsstollen, Gegenstollen oder Wasserstollen. Beispiele für lange Verbindungsgänge, die womöglich sogar Wasserläufe unterquerten, gibt es bis heute keine. Die Geschichten darüber entstammen alle der Fantasie von Autoren und Geschichtenerzählern aus der Zeit der Burgenromantik. So soll ein Geheimgang von der Burg Hohenstaufen zur ehemaligen Burg Filseck führen. Dieser müsste das Filstal unterqueren, neun Kilometer lang sein und etwa 350 Meter Höhendifferenz überwinden. Auch ein angeblich geheimer Fluchttunnel der Burg Lichtenstein entpuppte sich schließlich als eine Naturhöhle, und bei dem immer wieder kolportierten Geheimgang aus der Kapelle der Burg Wildenstein bei Leibertingen handelt es sich viel wahrscheinlicher einfach um ein Untergeschoss.
Kulturhistorisch interessanter als die Konstruktion und Beschaffenheit dieser geheimen Gänge sind die Legenden, die sich um sie ranken. Meist werden sie mit mittelalterlichen Burgen oder Klöstern verbunden. Nicht selten findet sich dort angeblich ein Schatz versteckt. An vielen Orten wird von Geheimgängen berichtet, die noch vor wenigen Jahren „in der Kindheit“ zugänglich gewesen sein sollen, was sich jedoch in den seltensten Fällen verifizieren lässt. Bisweilen handelt es sich um alte Kanalisationen oder um Stollenmundlöcher des Bergbaus.
Beispiele für tatsächlich existierende Geheimgänge gab oder gibt es auf der Burg Altwindstein im Elsass, der Bergfeste Dilsberg bei Heidelberg sowie bei der Höhlenburg Predjama und auf Schloss Sigmaringen. In der Burg Lauenstein gibt es einen Geheimgang, dessen Eingang die Innenwand eines Wandschranks ist. Der Gang ist allerdings teilweise eingestürzt, und es ist nicht mehr bekannt, wohin er ursprünglich führte.
Ein für das Mittelalter ungewöhnlicher Geheimgang ist der Passetto di Borgo, der nach außen wie eine gewöhnliche Mauer aussieht und den Vatikan mit der Engelsburg verbindet. In seinem Inneren befindet sich ein Fluchtgang.

## Geheimgänge in der neuzeitlichen Architektur

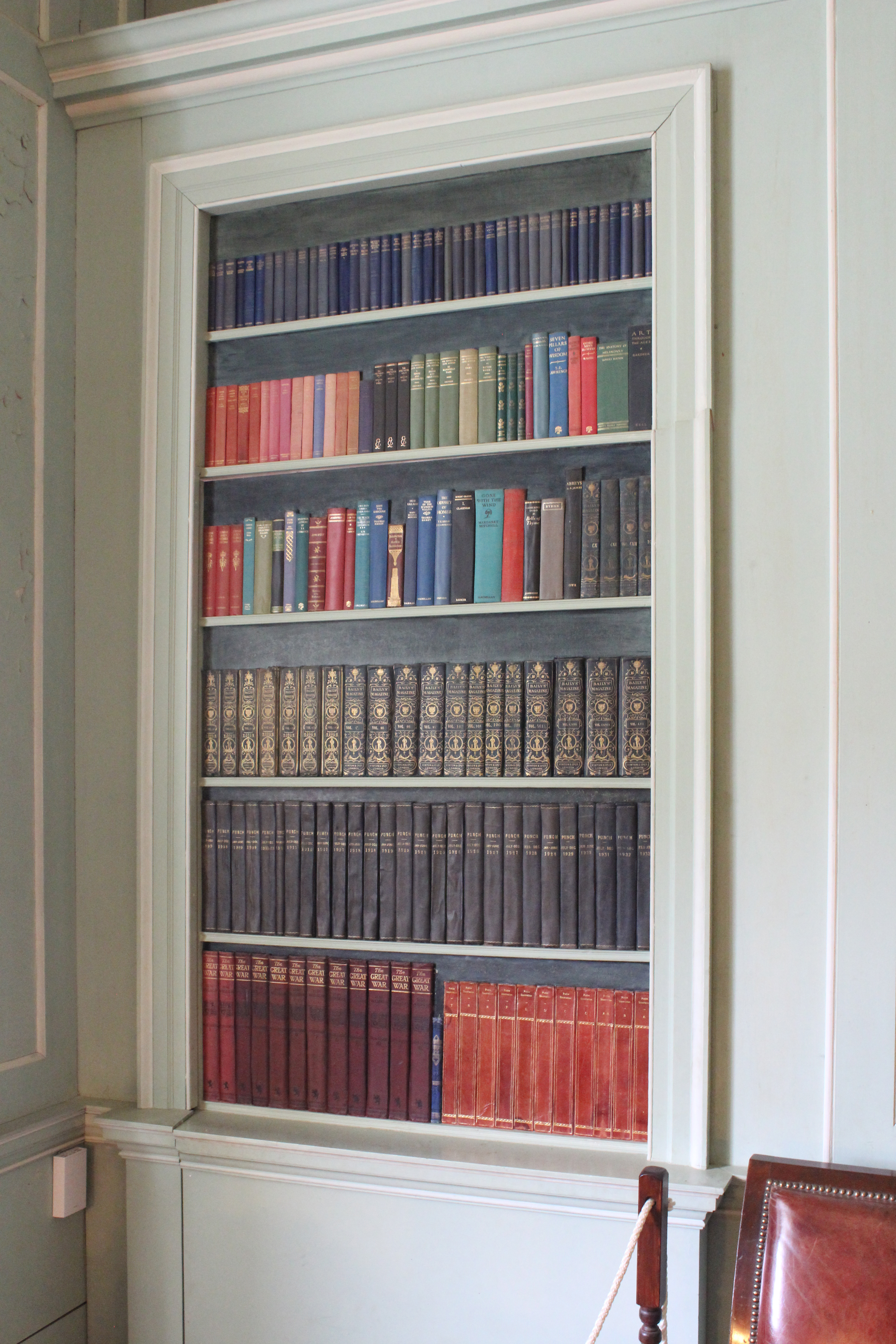
Als Bücherregal getarnte Tür zu einem Geheimgang in Mottisfont Abbey, England

Darüber hinaus existieren in einigen neuzeitlichen Schlössern und Palästen Geheimgänge in den Mauerstärken. Diese dienten den Bewohnern gemeinsam mit entsprechenden Geheimtüren dazu, sich ungesehen zwischen den Räumen zu bewegen, und wurden bereits beim Bau des Gebäudes durch den Architekten mit eingeplant. So besitzen zum Beispiel der Dogenpalast in Venedig und das Münchner Maximilianeum solche geheimen Verbindungsgänge.
Zwischen dem Berliner Stadtschloss und dessen Marstallgebäude existierte ebenfalls ein geheimer unterirdischer Verbindungsgang. Dieser wurde nach dem Abriss des Schlosses und dem Bau des Palastes der Republik durch die Regierung der DDR weiter genutzt. Eine im Marstall stationierte Stasi-Einheit überwachte die Vorgänge im und um den Palast. Bei den Demonstrationen während der Feierlichkeiten des 40-jährigen Geburtstags der DDR konnten Stasi-Mannschaften so überraschend aus einer unerwarteten Richtung auftauchen.
Zeitgeschichtliche Geheimgänge sind beispielsweise auch die Fluchttunnel in Berlin während der deutschen Teilung, der Sarajevo-Tunnel im Bosnienkrieg, oder die Schmuggelstollen an der Grenze des Gazastreifens Palästinas und an der mexikanisch-amerikanischen Grenze.

## Geheimgänge als Thema in der Literatur
In der Literatur – insbesondere in der Schauerliteratur – kommen geheime Verbindungswege, Geheimgänge und geheime Türen als zentrale Elemente der Handlung häufig vor. Beispiele finden sich unter anderem bei E. Marlitt (Das Geheimnis der alten Mamsell, Die Frau mit den Karfunkelsteinen) und bei Hedwig Courths-Mahler (Griseldis).